# Robiquetia
Robiquetia är ett släkte av orkidéer. Robiquetia ingår i familjen orkidéer.

## Bildgalleri

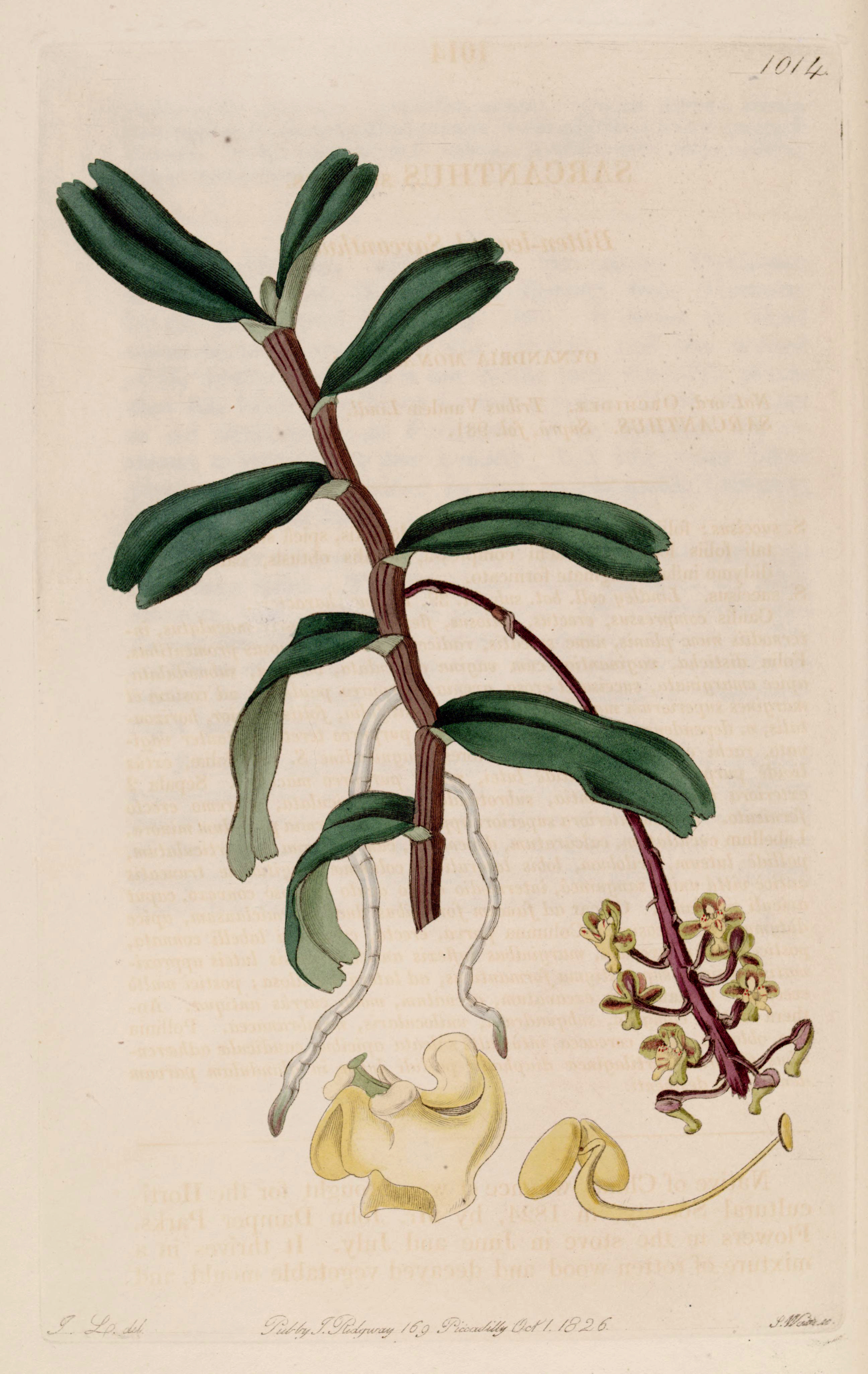

## Dottertaxa tillRobiquetia, i alfabetisk ordning[1]
- Robiquetia adelineana
- Robiquetia amboinensis
- Robiquetia anceps
- Robiquetia angustifolia
- Robiquetia ascendens
- Robiquetia bertholdii
- Robiquetia brassii
- Robiquetia brevifolia
- Robiquetia camptocentrum
- Robiquetia cerina
- Robiquetia compressa
- Robiquetia crassa
- Robiquetia crockerensis
- Robiquetia dentifera
- Robiquetia discolor
- Robiquetia enigma
- Robiquetia flexa
- Robiquetia gracilis
- Robiquetia gracilistipes
- Robiquetia hamata
- Robiquetia hansenii
- Robiquetia josephiana
- Robiquetia kusaiensis
- Robiquetia longipedunculata
- Robiquetia lutea
- Robiquetia millariae
- Robiquetia minahassae
- Robiquetia mooreana
- Robiquetia pachyphylla
- Robiquetia palawensis
- Robiquetia pantherina
- Robiquetia pinosukensis
- Robiquetia rosea
- Robiquetia spathulata
- Robiquetia succisa
- Robiquetia tongaensis
- Robiquetia transversisaccata
- Robiquetia trukensis
- Robiquetia vanoverberghii
- Robiquetia wassellii
- Robiquetia vaupelii
- Robiquetia virescens
- Robiquetia viridirosea
- Robiquetia woodfordii